# Puchar Świata w narciarstwie alpejskim 2024/2025
Sezon 2024/2025 Pucharu Świata w narciarstwie alpejskim rozpoczął się 26 października 2024 r., tradycyjnie w austriackim Sölden, natomiast ostatnie zawody sezonu odbyły się 27 marca 2025 r. w amerykańskim Sun Valley.

## Puchar Świata w narciarstwie alpejskim kobiet
Pucharu Świata zdobytego w sezonie 2023/2024 broniła Lara Gut-Behrami ze Szwajcarii. Tym razem zwyciężyła Włoszka Federica Brignone
W poszczególnych klasyfikacjach triumfowały:
- zjazd:  Federica Brignone
- supergigant:  Lara Gut-Behrami
- gigant:  Federica Brignone
- slalom:  Zrinka Ljutić

## Puchar Świata w narciarstwie alpejskim mężczyzn
Puchar Świata zdobyty w sezonie 2023/2024 obronił Szwajcar Marco Odermatt.
W poszczególnych klasyfikacjach triumfowali:
- zjazd:  Marco Odermatt
- supergigant:  Marco Odermatt
- gigant:  Marco Odermatt
- slalom:  Henrik Kristoffersen